# Mathilde van Saksen (942-1008)
Mathilde van Saksen (942 - 25 mei 1008) was een dochter van Herman Billung, hertog van Saksen. Rond 961 huwde zij met Boudewijn III van Vlaanderen en na zijn dood, met Godfried van Verdun, bijgenaamd de Gevangene. Zij is begraven in de Sint-Pietersabdij (Gent).
Uit haar huwelijk in 961 met Boudewijn III van Vlaanderen, werd geboren:
- Arnulf II van Vlaanderen.

Uit het huwelijk in 963 met Godfried werden de volgende kinderen geboren:
- Adalbero (-Italië, 19 april 988), 984 benoemd tot bisschop van Verdun door zijn oom Adalbero van Reims die daarover in conflict kwam met koning Lotharius die niet om toestemming was gevraagd. Adalbero is begraven in de kathedraal van Verdun.
- Frederik (±970- Verdun, 6 januari 1022), graaf van Verdun
- Herman van Ename (- 28 mei 1029), graaf van Brabant en graaf van Verdun
- Godfried de Kinderloze (- 26 september 1023), hertog van Neder-Lotharingen
- Gozelo (-1044), hertog van Neder- en Opper-Lotharingen
- Adela, gehuwd met graaf Godizo van Aspelt en Heimbach, graaf van de Luikgouw
- Ermgard van Verdun (-1042), gehuwd met Otto I van Zutphen (Hammerstein)
- Ermentrudis, gehuwd met heer Aarnoud van Florennes-Rumigny
- mogelijk Regelinde, gehuwd met Arnold van Wels en Lambach
- mogelijk Gerberga, gehuwd met graaf Folmar IV van Metz

Daarnaast is bekend dat Rudolf, abt van Saint-Germain de Montfaucon te Cernay-en-Dormois, een neef van Adalbero was. Dit suggereert de mogelijkheid van nog een zoon of dochter van Godfried en Mathilde.

## Voorouders
| Voorouders van Mathilde van Saksen | Voorouders van Mathilde van Saksen                          | Voorouders van Mathilde van Saksen                          | Voorouders van Mathilde van Saksen                          | Voorouders van Mathilde van Saksen                          | Voorouders van Mathilde van Saksen                          | Voorouders van Mathilde van Saksen                          | Voorouders van Mathilde van Saksen                          | Voorouders van Mathilde van Saksen                          |
| ---------------------------------- | ----------------------------------------------------------- | ----------------------------------------------------------- | ----------------------------------------------------------- | ----------------------------------------------------------- | ----------------------------------------------------------- | ----------------------------------------------------------- | ----------------------------------------------------------- | ----------------------------------------------------------- |
| Overgrootouders                    | ? (-) ∞ ? (-)                                               | ? (-) ∞ ? (-)                                               | ? (-) ∞ ? (-)                                               | ? (-) ∞ ? (-)                                               | ? (-) ∞ ? (-)                                               | ? (-) ∞ ? (-)                                               | ? (-) ∞ ? (-)                                               | ? (-) ∞ ? (-)                                               |
| Grootouders                        | Egbert Billung (865-932) ∞ ? (-)                            | Egbert Billung (865-932) ∞ ? (-)                            | Egbert Billung (865-932) ∞ ? (-)                            | Egbert Billung (865-932) ∞ ? (-)                            | ? (-) ∞ ? (-)                                               | ? (-) ∞ ? (-)                                               | ? (-) ∞ ? (-)                                               | ? (-) ∞ ? (-)                                               |
| Ouders                             | Herman Billung (±900–973) ∞ Hildegarde van Westerburg (?–?) | Herman Billung (±900–973) ∞ Hildegarde van Westerburg (?–?) | Herman Billung (±900–973) ∞ Hildegarde van Westerburg (?–?) | Herman Billung (±900–973) ∞ Hildegarde van Westerburg (?–?) | Herman Billung (±900–973) ∞ Hildegarde van Westerburg (?–?) | Herman Billung (±900–973) ∞ Hildegarde van Westerburg (?–?) | Herman Billung (±900–973) ∞ Hildegarde van Westerburg (?–?) | Herman Billung (±900–973) ∞ Hildegarde van Westerburg (?–?) |
| Mathilde van Saksen (942-1008)     |                                                             |                                                             |                                                             |                                                             |                                                             |                                                             |                                                             |                                                             |